# CalMod
CalMod (kurz für „California Modernization Project“) war ein umfassendes Modernisierungsprojekt der kalifornischen Regionalverkehrsverbindung Caltrain, das darauf abzielt, die Strecke von San Francisco bis San José zu elektrifizieren und den Betrieb durch den Einsatz moderner elektrischer Triebzüge zu beschleunigen.

## Hintergrund
Caltrain verbindet seit der Gründung im Jahr 1985 San Francisco und San José und nimmt dabei bedeutende Pendlerströme in der San Francisco Bay Area auf. Das Netz ist jedoch seit Jahrzehnten weitgehend unverändert geblieben und nutzt nach wie vor dieselbetriebene Züge. Mit dem stetig steigenden Verkehrsaufkommen und den damit verbundenen Umweltauswirkungen wurde die Notwendigkeit erkannt, die Infrastruktur zu modernisieren und auf elektrische Züge umzustellen.

## Projektumfang
Das CalMod-Projekt umfasste mehrere zentrale Komponenten:
- Elektrifizierung der Strecke: Die Elektrifizierung der rund 80 Kilometer langen Hauptstrecke zwischen San Francisco und San José ist der Kern des Projekts. Hierzu wird eine Oberleitung installiert und neue Umspannwerke gebaut, die die elektrischen Züge mit Energie versorgen[2].

- Einsatz neuer Züge: Im Rahmen des Projekts werden neue elektrische Triebzüge beschafft, die leiser, schneller und umweltfreundlicher sind als die bisherigen mit Diesellokomotiven bespannten Züge. Die neuen Züge bieten auch eine höhere Kapazität und sollen den Fahrkomfort für die Pendler verbessern[3]. Es handelt sich um Züge des Typs KISS von Stadler Rail.

- Modernisierung der Bahnhöfe und Infrastruktur: Um den Betrieb der neuen Züge zu ermöglichen, mussten auch die Bahnhöfe und andere Infrastruktureinrichtungen entlang der Strecke modernisiert werden. Dies umfasst Anpassungen an den Bahnsteigen, die Installation neuer Signaltechnik und die Verbesserung der Sicherheitseinrichtungen[4].

## Finanzierung
Das CalMod-Projekt wird aus einer Kombination von staatlichen, bundesstaatlichen und lokalen Mitteln sowie aus Zuschüssen des Bundes finanziert. Ein bedeutender Teil der Finanzierung stammt aus dem „Caltrain Modernization Program“, das durch den Regional Measure 3 (RM3) sowie durch den California High-Speed Rail Authority bereitgestellt wird.

## Zeitplan und Fortschritt
Der offizielle Baubeginn für das Projekt war im Jahr 2017, und die Elektrifizierung sollte ursprünglich 2022 abgeschlossen sein. Aufgrund von Verzögerungen, unter anderem bedingt durch Lieferkettenprobleme und die COVID-19-Pandemie, wurde der Zeitplan angepasst, und die vollständige Inbetriebnahme wird nun für den 21. September 2024 erwartet, obwohl seit 11. August 2024 mehrere elektrische Züge testweise im Passagierbetrieb unterwegs sind.

## Elektrotriebzüge

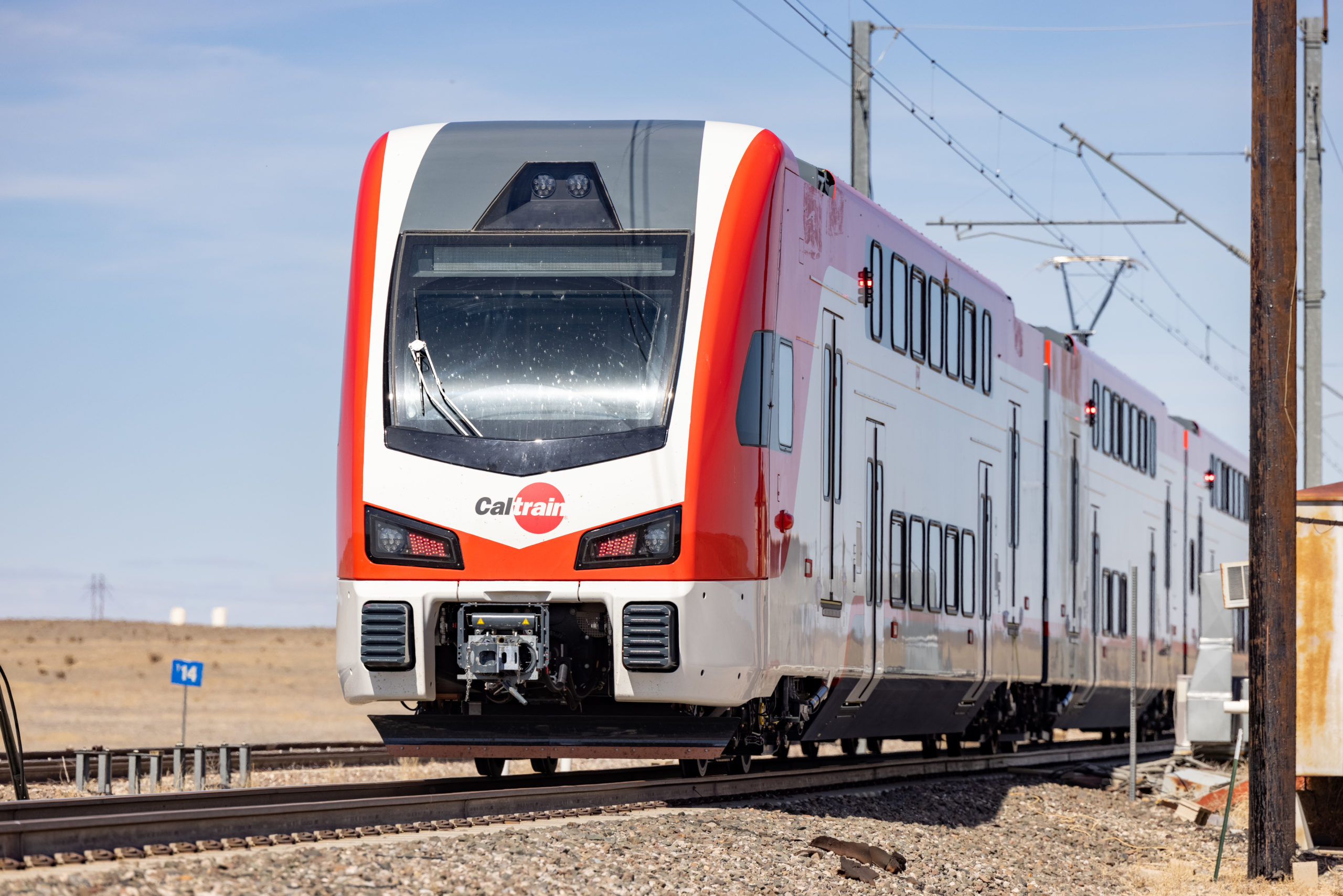
Probefahrt eines KISS in Pueblo

Mit der Elektrifizierung der Strecke wurden neue elektrische Triebzüge bestellt. Es sind Doppelstockzüge der KISS-Familie von Stadler Rail, die im Rahmen des Buy America Program im Stadler-Werk in Salt Lake City gefertigt wurden. Anfänglich wurden 16 Züge mit je sechs Wagen bestellt (insgesamt 96 Wagen). Gleichzeitig wurde eine Option für weitere 96 Wagen vereinbart, mit der die Flotte auf 24 Züge mit je acht Wagen ausgebaut werden könnte. Tatsächlich wurde die Bestellung zwischenzeitlich auf 19 Siebenwagenzüge erweitert. Die Wagen sind normalspurig und fahren unter 25 kV 60 Hz Oberleitung. Die Option wurde mit der Bestellung von fünf Triebzügen im August 2023 vollständig ausgeschöpft, wobei ein Triebzug abweichend von den anderen Triebzügen als vierteiliger Akkutriebzug realisiert werden soll, um den Abschnitt zwischen San Jose Tamien und Gilroy, der nicht zur Elektrifizierung vorgesehen ist, befahren zu können.
Jeder Wagen hat zweimal zwei Türen. Die Einstiegshöhen liegen bei 22 Zoll unten und bei 50½ Zoll oben (etwa 560 mm unten und 1280 mm oben). Bei der Auslieferung sind die beiden oberen Türen über den Drehgestellen versiegelt und dahinter befinden sich Sitze. Wenn die hochflurigen Züge des Hochgeschwindigkeitsverkehrs den Verkehrskorridor erreichen (voraussichtlich 2029), werden die Bahnsteige schrittweise umgebaut. Dazu werden die hochflurigen Türen zugänglich gemacht, was die Anzahl der Sitze zeitweilig um 10 % verringert. Nach Abschluss der Arbeiten werden dann die Türen zum Tiefeinstieg versiegelt und es können wieder zusätzliche Sitze eingebaut werden.
Die Wagen sind 3000 mm breit und 4840 mm hoch, was eine sechsteilige Zuglänge von 157,1 m ergibt. Nach voller Auslieferung haben die achtteiligen Wagen dann eine Länge von rund 200 m, was der ortsüblichen Länge der Bahnsteige für den Schienenpersonennahverkehr entspricht. Mit einer Beschleunigung von 1,0 m/s² erreichen sie bis zu 177 km/h (110 mph).
Zum Testen und für Abnahmefahrten der mit der Elektrifizierung neu geschaffenen elektrischen Anlagen wurden zwei ausgemusterte EMD AEM-7 mit den Nummern 929 und 938 von Amtrak gekauft. Die Überführung fand im Juni 2019 statt, indem sie an den California Zephyr gekuppelt wurden. Nach Fertigstellung der elektrischen Anlagen sollen sie verschrottet werden.

## Umweltvorteile
Das CalMod-Projekt verspricht erhebliche Umweltvorteile, da die Elektrifizierung des Netzes den CO₂-Ausstoß massiv reduzieren wird. Schätzungen gehen von bis zu 90 % aus. Die neuen elektrischen Züge sind nicht nur effizienter, sondern auch leiser und tragen zur Verringerung der Luftverschmutzung in der Region bei. Es wird erwartet, dass das Projekt jährlich Tausende Tonnen CO₂ einspart, was einen wichtigen Beitrag zur Erreichung der Klimaziele Kaliforniens darstellt. Es wird auch erwartet, dass die Zahl der Fahrgäste aufgrund von mehr Zügen massiv steigen wird.

## Kritik und Herausforderungen
Obwohl das Projekt weitgehend positiv aufgenommen wurde, gibt es auch kritische Stimmen, insbesondere bezüglich der Kosten und der Verzögerungen. Die Gesamtkosten des Projekts haben sich aufgrund unerwarteter Herausforderungen während der Umsetzung erhöht, was in der Öffentlichkeit und bei Entscheidungsträgern Besorgnis ausgelöst hat. Die Kleinstadt Atherton, die in den USA überregional als wohlhabende Stadt mit einer stark ausgeprägten NIMBY-Kultur bekannt ist, hatte außerdem Klage eingereicht, da für die Oberleitungsmasten mehrere Bäume entlang der Strecke gerodet werden mussten. Die Klage wurde allerdings zu Gunsten Caltrains entschieden.

## Zukunft
Obwohl derzeit keine Gelder für die Verlängerungen zur Verfügung stehen, existieren langfristig Pläne, die Elektrifizierung bis nach Gilroy zu verlängern und in San Francisco einen elektrifizierten Eisenbahntunnel bis zum Salesforce Transit Center zu errichten. Beide Projekte wären notwendig, damit die Hochgeschwindigkeitszüge der California High-Speed Rail die Strecke von Gilroy bis San Francisco nutzen könnten.